# Conference Ouest 2007
La Conference Ouest 2007 è stata la 12ª e ultima edizione dell'omonimo torneo di football americano.
L'edizione è stata vinta dai Salamandres du Havre sui La Horde de Cholet.

## Squadre partecipanti
| Club                  | Città                  | Stadio | Sponsor ufficiale | Risultato nella stagione 2006 |
| --------------------- | ---------------------- | ------ | ----------------- | ----------------------------- |
| Ankou de Rennes       | Rennes                 |        |                   |                               |
| Caïmans72 du Mans     | Le Mans                |        |                   |                               |
| Conquérants de Caen   | Caen                   |        |                   |                               |
| Dockers de Nantes     | Nantes                 |        |                   |                               |
| Dragons d'Hérouville  | Hérouville-Saint-Clair |        |                   |                               |
| Gaulois de Sannois    | Sannois                |        |                   |                               |
| Kiowas de Garches     | Garches                |        |                   |                               |
| La Horde de Cholet    | Cholet                 |        |                   |                               |
| Léopards de Rouen     | Rouen                  |        |                   |                               |
| Licornes Saint-Brieuc | Saint-Brieuc           |        |                   |                               |
| Marauders Angoulême   | Angoulême              |        |                   |                               |
| Margouillats de Rezé  | Rezé                   |        |                   |                               |
| Salamandres du Havre  | Le Havre               |        |                   |                               |
| Tonnerre de Brest     | Brest                  |        |                   |                               |
| Yankees Angers        | Angers                 |        |                   |                               |

## Stagione regolare

### Calendario

#### 1ª giornata
| 13 maggio 2007 | Dockers de Nantes | 14 – 0 | Licornes Saint-Brieuc |  |

| 13 maggio 2007 | Dragons d'Hérouville | 0 – 51 | Ankou de Rennes |  |

| 13 maggio 2007 | Margouillats de Rezé | 0 – 34 | La Horde de Cholet |  |

| 13 maggio 2007 | Gaulois de Sannois | 24 – 0 | Conquérants de Caen |  |

| 13 maggio 2007 | Kiowas de Garches | 12 – 0 | Conquérants de Caen |  |

| 13 maggio 2007 | Yankees Angers | 20 – 9 | Ankou de Rennes |  |

| 13 maggio 2007 | Salamandres du Havre | 20 – 12 | Léopards de Rouen |  |

| 13 maggio 2007 | La Horde de Cholet | 30 – 16 | Marauders Angoulême |  |

| 13 maggio 2007 | Léopards de Rouen | 0 – 18 | Caïmans72 du Mans |  |

| 13 maggio 2007 | Licornes Saint-Brieuc | 50 – 6 | Tonnerre de Brest |  |

| 13 maggio 2007 | Gaulois de Sannois | 14 – 0 | Kiowas de Garches |  |

| 13 maggio 2007 | Margouillats de Rezé | 0 – 8 | Marauders Angoulême |  |

| 13 maggio 2007 | Salamandres du Havre | 14 – 6 | Caïmans72 du Mans |  |

| 13 maggio 2007 | Dockers de Nantes | 41 – 0 | Tonnerre de Brest |  |

| 13 maggio 2007 | Yankees Angers | 32 – 0 | Dragons d'Hérouville |  |

#### 2ª giornata
| 27 maggio 2007 | Ankou de Rennes | 7 – 13 | Yankees Angers |  |

| 27 maggio 2007 | Caïmans72 du Mans | 0 – 22 | Salamandres du Havre |  |

| 27 maggio 2007 | Marauders Angoulême | v – p (a tavolino) | Margouillats de Rezé |  |

| 27 maggio 2007 | Conquérants de Caen | 0 – 36 | Gaulois de Sannois |  |

| 27 maggio 2007 | Tonnerre de Brest | 0 – 0 | Licornes Saint-Brieuc |  |

| 27 maggio 2007 | Dragons d'Hérouville | 0 – 38 | Yankees Angers |  |

| 27 maggio 2007 | Kiowas de Garches | 0 – 19 | Gaulois de Sannois |  |

| 27 maggio 2007 | La Horde de Cholet | v – p (a tavolino) | Margouillats de Rezé |  |

| 27 maggio 2007 | Ankou de Rennes | 37 – 0 | Dragons d'Hérouville |  |

| 27 maggio 2007 | Léopards de Rouen | 0 – 12 | Salamandres du Havre |  |

| 27 maggio 2007 | Licornes Saint-Brieuc | 6 – 6 | Dockers de Nantes |  |

| 27 maggio 2007 | Marauders Angoulême | 14 – 44 | La Horde de Cholet |  |

| 27 maggio 2007 | Caïmans72 du Mans | 6 – 0 | Léopards de Rouen |  |

| 27 maggio 2007 | Conquérants de Caen | 0 – 6 | Kiowas de Garches |  |

| 27 maggio 2007 | Tonnerre de Brest | 8 – 32 | Dockers de Nantes |  |

### Classifiche
Le classifiche della regular season sono le seguenti:
- PCT = percentuale di vittorie, G = partite giocate, V = partite vinte,  P = partite perse, PF = punti fatti, PS = punti subiti

#### Girone A
| Pos. | Squadra               | PCT  | G | V | N | P | PF | PS  |
| ---- | --------------------- | ---- | - | - | - | - | -- | --- |
| 1    | Dockers de Nantes     | .875 | 4 | 3 | 1 | 0 | 93 | 14  |
| 2    | Licornes Saint-Brieuc | .500 | 4 | 1 | 2 | 1 | 56 | 26  |
| 3    | Tonnerre de Brest     | .125 | 4 | 0 | 1 | 3 | 14 | 123 |

#### Girone B
| Pos. | Squadra             | PCT   | G | V | N | P | PF | PS |
| ---- | ------------------- | ----- | - | - | - | - | -- | -- |
| 1    | Gaulois de Sannois  | 1.000 | 4 | 4 | 0 | 0 | 93 | 0  |
| 2    | Kiowas de Garches   | .500  | 4 | 2 | 0 | 2 | 18 | 33 |
| 3    | Conquérants de Caen | .000  | 4 | 0 | 0 | 4 | 0  | 78 |

#### Girone C
| Pos. | Squadra              | PCT   | G | V | N | P | PF  | PS |
| ---- | -------------------- | ----- | - | - | - | - | --- | -- |
| 1    | La Horde de Cholet   | 1.000 | 3 | 3 | 0 | 0 | 108 | 30 |
| 2    | Marauders Angoulême  | .333  | 3 | 1 | 0 | 2 | 104 | 74 |
| 3    | Margouillats de Rezé | .000  | 2 | 0 | 0 | 2 | 0   | 42 |

#### Girone D
| Pos. | Squadra              | PCT   | G | V | N | P | PF  | PS  |
| ---- | -------------------- | ----- | - | - | - | - | --- | --- |
| 1    | Yankees Angers       | 1.000 | 4 | 4 | 0 | 0 | 103 | 16  |
| 2    | Ankou de Rennes      | .500  | 4 | 2 | 0 | 2 | 104 | 33  |
| 3    | Dragons d'Hérouville | .000  | 4 | 0 | 0 | 4 | 0   | 158 |

#### Girone E
| Pos. | Squadra              | PCT   | G | V | N | P | PF | PS |
| ---- | -------------------- | ----- | - | - | - | - | -- | -- |
| 2    | Salamandres du Havre | 1.000 | 4 | 4 | 0 | 0 | 68 | 18 |
| 1    | Caïmans72 du Mans    | .500  | 4 | 2 | 0 | 2 | 30 | 36 |
| 3    | Léopards de Rouen    | .000  | 4 | 0 | 0 | 4 | 12 | 56 |

### Tabellone
|  | Quarti di finale      | Quarti di finale     |                    |                    | Semifinali           | Semifinali           |  |  | Ouest Bowl XII | Ouest Bowl XII |
|  |                       |                      |                    |                    |                      |                      |  |  |                |                |
|  | 10 giugno 2007        |                      |                    |                    |                      |                      |  |  |                |                |
|  |                       |                      |                    |                    |                      |                      |  |  |                |                |
|  | La Horde de Cholet    | 24                   |                    |                    |                      |                      |  |  |                |                |
|  | La Horde de Cholet    | 24                   | 10 giugno 2007     |                    |                      |                      |  |  |                |                |
|  | Caïmans72 du Mans     | 0                    |                    |                    |                      |                      |  |  |                |                |
|  | Caïmans72 du Mans     | 0                    | La Horde de Cholet | 24                 |                      |                      |  |  |                |                |
|  | 10 giugno 2007        |                      | La Horde de Cholet | 24                 |                      |                      |  |  |                |                |
|  |                       | Dockers de Nantes    | 20                 |                    |                      |                      |  |  |                |                |
|  | Yankees Angers        | Dockers de Nantes    | 20                 | 12                 |                      |                      |  |  |                |                |
|  | Yankees Angers        |                      | 10 giugno 2007     | 12                 |                      |                      |  |  |                |                |
|  | Dockers de Nantes     | 16                   |                    |                    |                      |                      |  |  |                |                |
|  | Dockers de Nantes     | 16                   | La Horde de Cholet | 0                  |                      |                      |  |  |                |                |
|  | 10 giugno 2007        |                      | La Horde de Cholet | 0                  |                      |                      |  |  |                |                |
|  |                       | Salamandres du Havre | 38                 |                    |                      |                      |  |  |                |                |
|  | Gaulois de Sannois    | Salamandres du Havre | 38                 | 46                 |                      |                      |  |  |                |                |
|  | Gaulois de Sannois    | 10 giugno 2007       |                    | 46                 |                      |                      |  |  |                |                |
|  | Licornes Saint-Brieuc | 0                    |                    |                    |                      |                      |  |  |                |                |
|  | Licornes Saint-Brieuc | 0                    | Gaulois de Sannois | 0                  | Finale 3º - 4º posto | Finale 3º - 4º posto |  |  |                |                |
|  | 10 giugno 2007        |                      | Gaulois de Sannois | 0                  | Finale 3º - 4º posto | Finale 3º - 4º posto |  |  |                |                |
|  |                       | Salamandres du Havre | 16                 |                    |                      |                      |  |  |                |                |
|  | Salamandres du Havre  | Salamandres du Havre | 16                 | 20                 | Dockers de Nantes    | 8                    |  |  |                |                |
|  | Salamandres du Havre  |                      |                    | 20                 | Dockers de Nantes    | 8                    |  |  |                |                |
|  | Ankou de Rennes       | 0                    |                    | Gaulois de Sannois | 22                   |                      |  |  |                |                |
|  | Ankou de Rennes       | 0                    |                    |                    | 22                   |                      |  |  |                |                |
|  |                       |                      |                    |                    |                      |                      |  |  | 10 giugno 2007 |                |
|  |                       |                      |                    |                    |                      |                      |  |  |                |                |

|  | Semifinali 5º - 8º posto | Semifinali 5º - 8º posto | Semifinali 5º - 8º posto |                 |                   | Finale 5º - 6º posto  | Finale 5º - 6º posto  | Finale 5º - 6º posto |  |
|  |                          |                          |                          |                 |                   |                       |                       |                      |  |
|  | Caïmans72 du Mans        | Caïmans72 du Mans        | 6                        |                 |                   |                       |                       |                      |  |
|  | Caïmans72 du Mans        | Caïmans72 du Mans        | 6                        |                 |                   |                       |                       |                      |  |
|  | Yankees Angers           | Yankees Angers           | 0                        |                 |                   |                       |                       |                      |  |
|  | Yankees Angers           | Yankees Angers           | 0                        |                 | Caïmans72 du Mans | Caïmans72 du Mans     | 0                     |                      |  |
|  |                          |                          |                          |                 | Caïmans72 du Mans | Caïmans72 du Mans     | 0                     |                      |  |
|  |                          |                          | Ankou de Rennes          | Ankou de Rennes | 0                 |                       |                       |                      |  |
|  | Licornes Saint-Brieuc    | Licornes Saint-Brieuc    | Ankou de Rennes          | Ankou de Rennes | 0                 | 0                     |                       |                      |  |
|  | Licornes Saint-Brieuc    | Licornes Saint-Brieuc    |                          |                 |                   | 0                     |                       |                      |  |
|  | Ankou de Rennes          | Ankou de Rennes          | 7                        |                 |                   | Finale 7º - 8º posto  | Finale 7º - 8º posto  | Finale 7º - 8º posto |  |
|  | Ankou de Rennes          | Ankou de Rennes          | 7                        |                 |                   |                       |                       |                      |  |
|  |                          |                          |                          |                 |                   |                       |                       |                      |  |
|  |                          |                          |                          |                 |                   | Yankees Angers        | Yankees Angers        | 6                    |  |
|  |                          |                          |                          |                 |                   | Yankees Angers        | Yankees Angers        | 6                    |  |
|  |                          |                          |                          |                 |                   | Licornes Saint-Brieuc | Licornes Saint-Brieuc | 0                    |  |

### Quarti di finale
| 10 giugno 2007 | Gaulois de Sannois | 46 – 0 | Licornes Saint-Brieuc |  |

| 10 giugno 2007 | La Horde de Cholet | 24 – 0 | Caïmans72 du Mans |  |

| 10 giugno 2007 | Salamandres du Havre | 20 – 0 | Ankou de Rennes |  |

| 10 giugno 2007 | Yankees Angers | 12 – 16 | Dockers de Nantes |  |

### Semifinali 5º - 8º posto
| 10 giugno 2007 | Caïmans72 du Mans | 6 – 0 | Yankees Angers |  |

| 10 giugno 2007 | Licornes Saint-Brieuc | 0 – 7 | Ankou de Rennes |  |

### Semifinali
| 10 giugno 2007 | Gaulois de Sannois | 0 – 16 | Salamandres du Havre |  |

| 10 giugno 2007 | La Horde de Cholet | 24 – 20 | Dockers de Nantes |  |

### Finale 7º - 8º posto
| 10 giugno 2007 | Yankees Angers | 6 – 0 | Licornes Saint-Brieuc |  |

### Finale 5º - 6º posto
| 10 giugno 2007 | Caïmans72 du Mans | 0 – 0 | Ankou de Rennes |  |

### Finale 3º - 4º posto
| 10 giugno 2007 | Dockers de Nantes | 8 – 22 | Gaulois de Sannois |  |

### Ouest Bowl XII
| Le Mans 10 giugno 2007 | La Horde de Cholet | 0 – 38 | Salamandres du Havre | Stade Auguste Delaune |

## Verdetti
- Salamandres du Havre vincitori dell'Ouest Bowl 2007